# Лонс
Лонс (фр. Lons) — коммуна во Франции, находится в регионе Аквитания. Департамент — Атлантические Пиренеи. Входит в состав кантона Лескар, Гав и Тер-дю-Пон-Лон. Округ коммуны — По.
Код INSEE коммуны — 64348.

## География

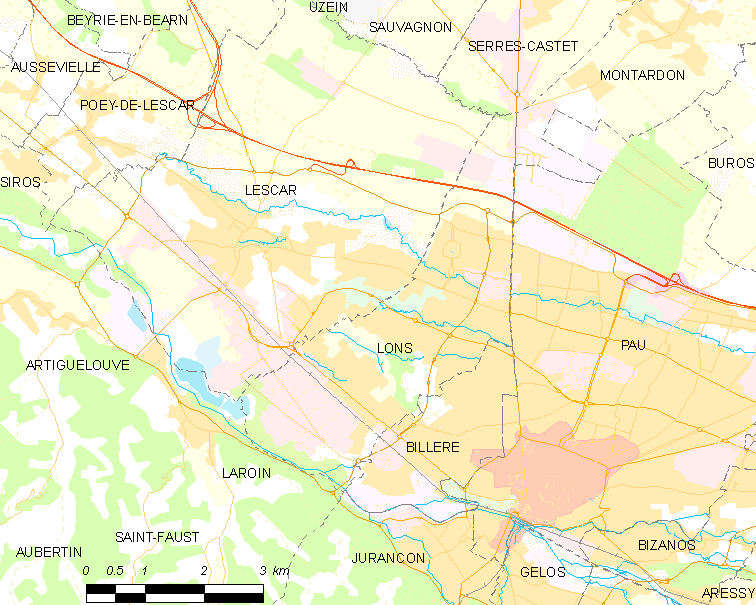
Карта коммуны

Коммуна расположена приблизительно в 660 км к югу от Парижа, в 170 км южнее Бордо, в 4 км к северо-западу от По.
На юге коммуны протекает река Гав-де-По.

### Климат
Климат тёплый океанический. Зима мягкая, средняя температура января — от +5°С до +13°С, температуры ниже −10 °C бывают редко. Снег выпадает около 15 дней в году с ноября по апрель. Максимальная температура летом порядка 20-30 °C, выше 35 °C бывает очень редко. Количество осадков высокое, порядка 1100 мм в год. Характерна безветренная погода, сильные ветры очень редки.

## Население
Население коммуны на 2010 год составляло 12 147 человек.
| 1962 | 1968 | 1975 | 1982 | 1990 | 1999   | 2010   |
| ---- | ---- | ---- | ---- | ---- | ------ | ------ |
| 2321 | 2980 | 3365 | 6717 | 9254 | 11 153 | 12 147 |

## Администрация
| Период | Период | Фамилия         | Партия                                                         | Примечания           |
| ------ | ------ | --------------- | -------------------------------------------------------------- | -------------------- |
| 1995   | 2014   | Джеймс Шамбо    | Объединение в поддержку республики → Союз за народное движение | врач-гастроэнтеролог |
| 2014   | 2020   | Никола Патрьярш | Союз за народное движение                                      | предприниматель      |

## Экономика
В 2010 году среди 8169 человек трудоспособного возраста (15-64 лет) 5903 были экономически активными, 2266 — неактивными (показатель активности — 72,3 %, в 1999 году было 67,9 %). Из 5903 активных жителей работали 5365 человек (2824 мужчины и 2541 женщина), безработных было 538 (235 мужчин и 303 женщины). Среди 2266 неактивных 910 человек были учениками или студентами, 793 — пенсионерами, 563 были неактивными по другим причинам.

## Города-побратимы
- Сантонья (Испания, с 1998)

## Фотогалерея

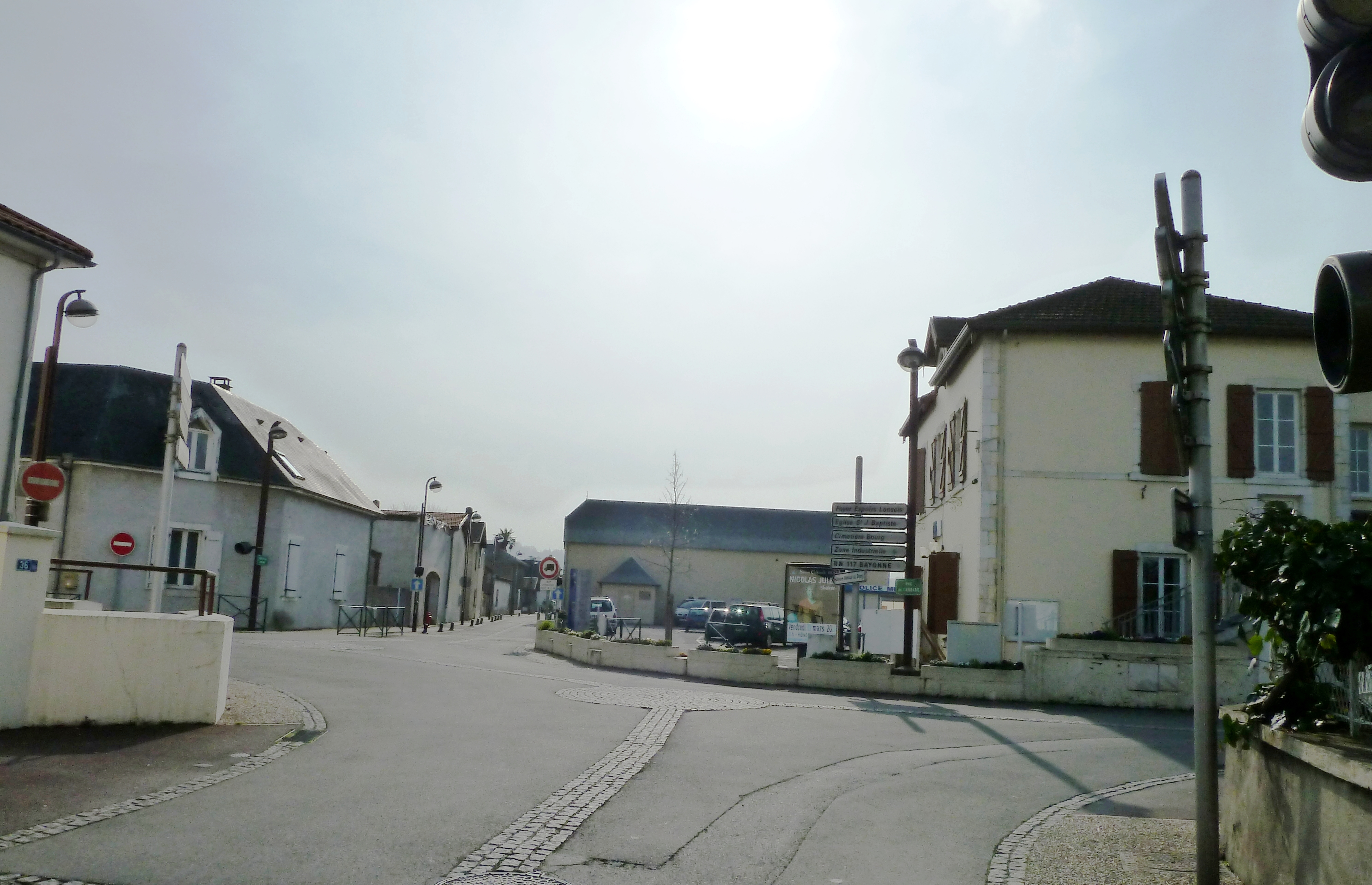
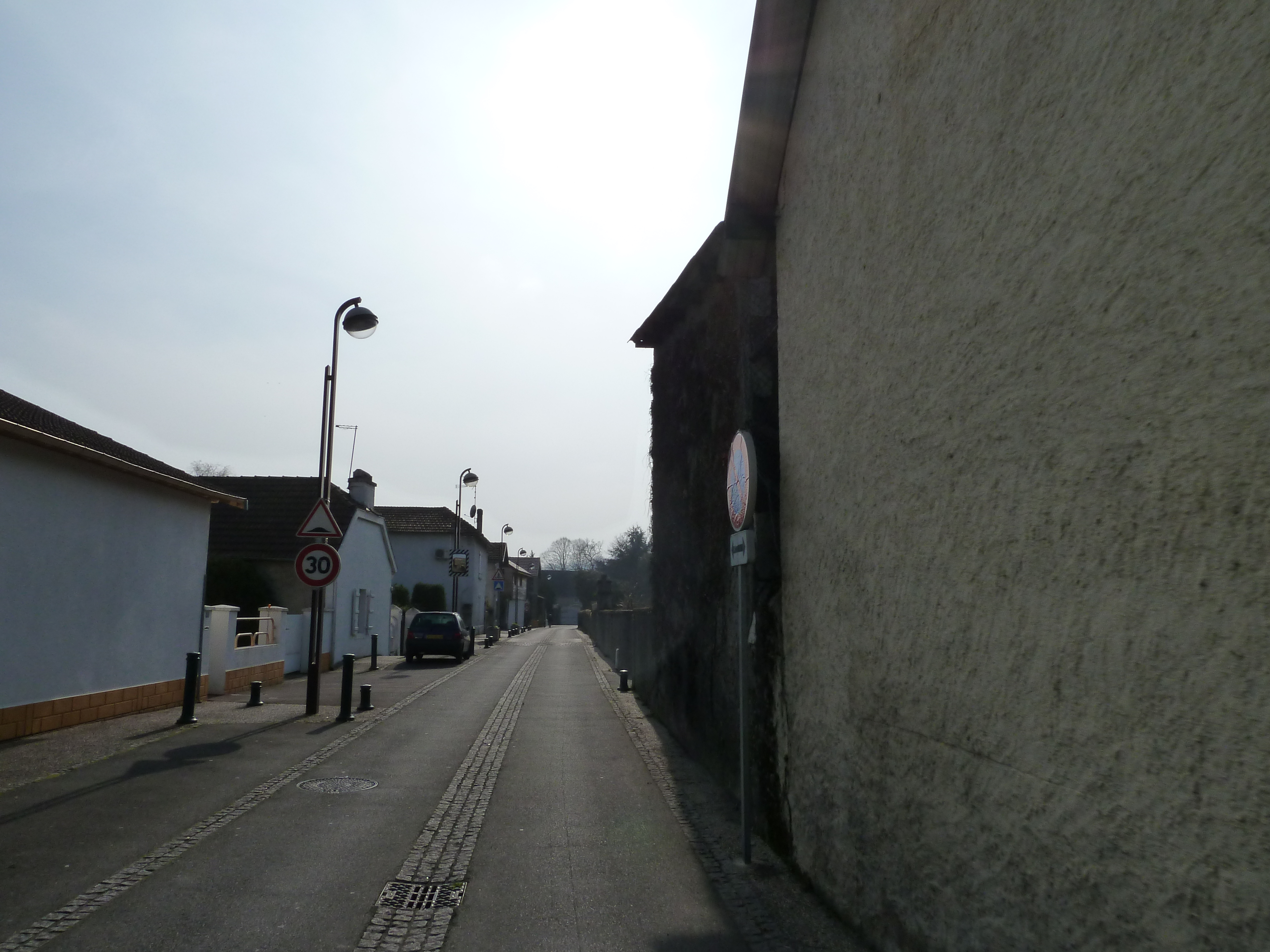
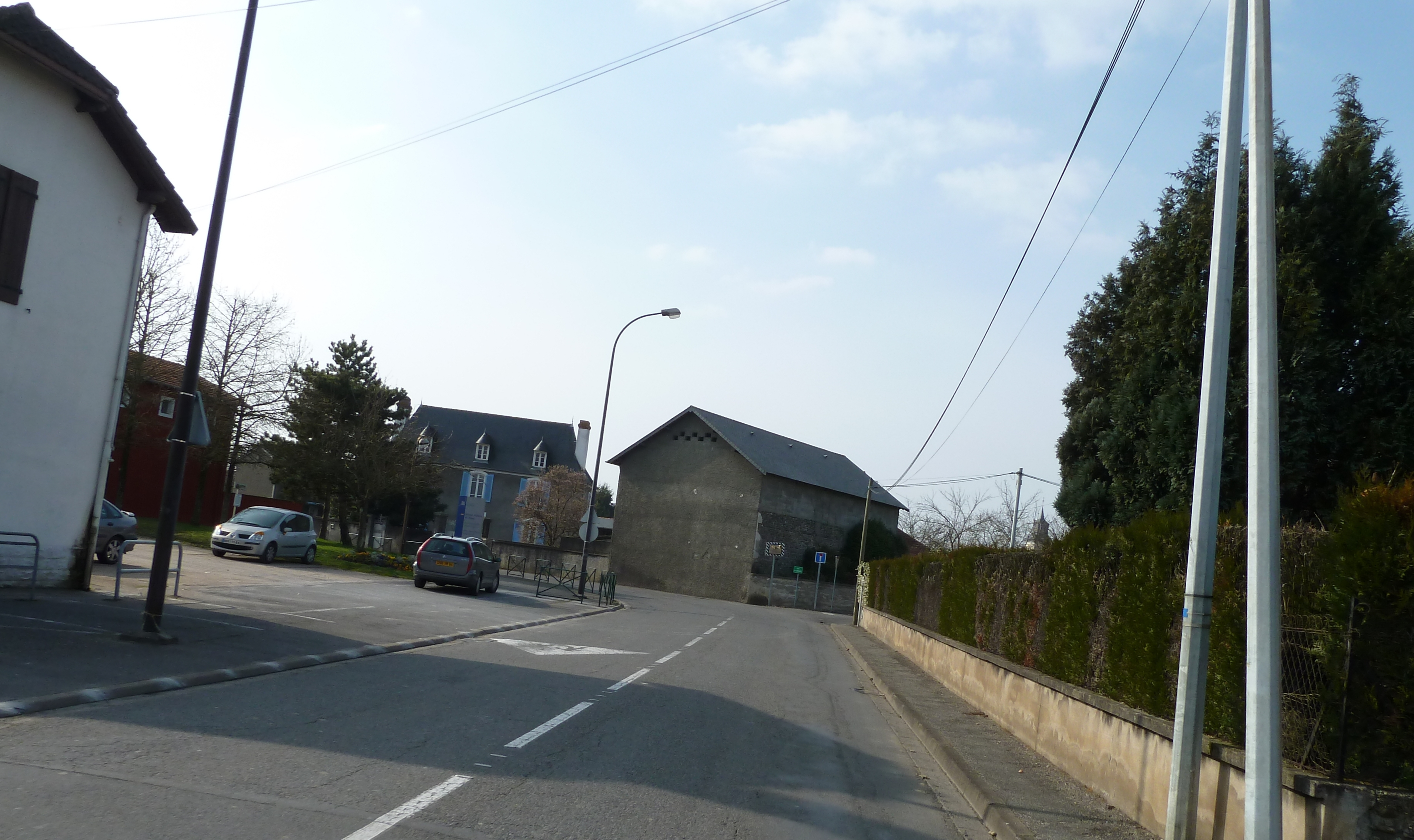
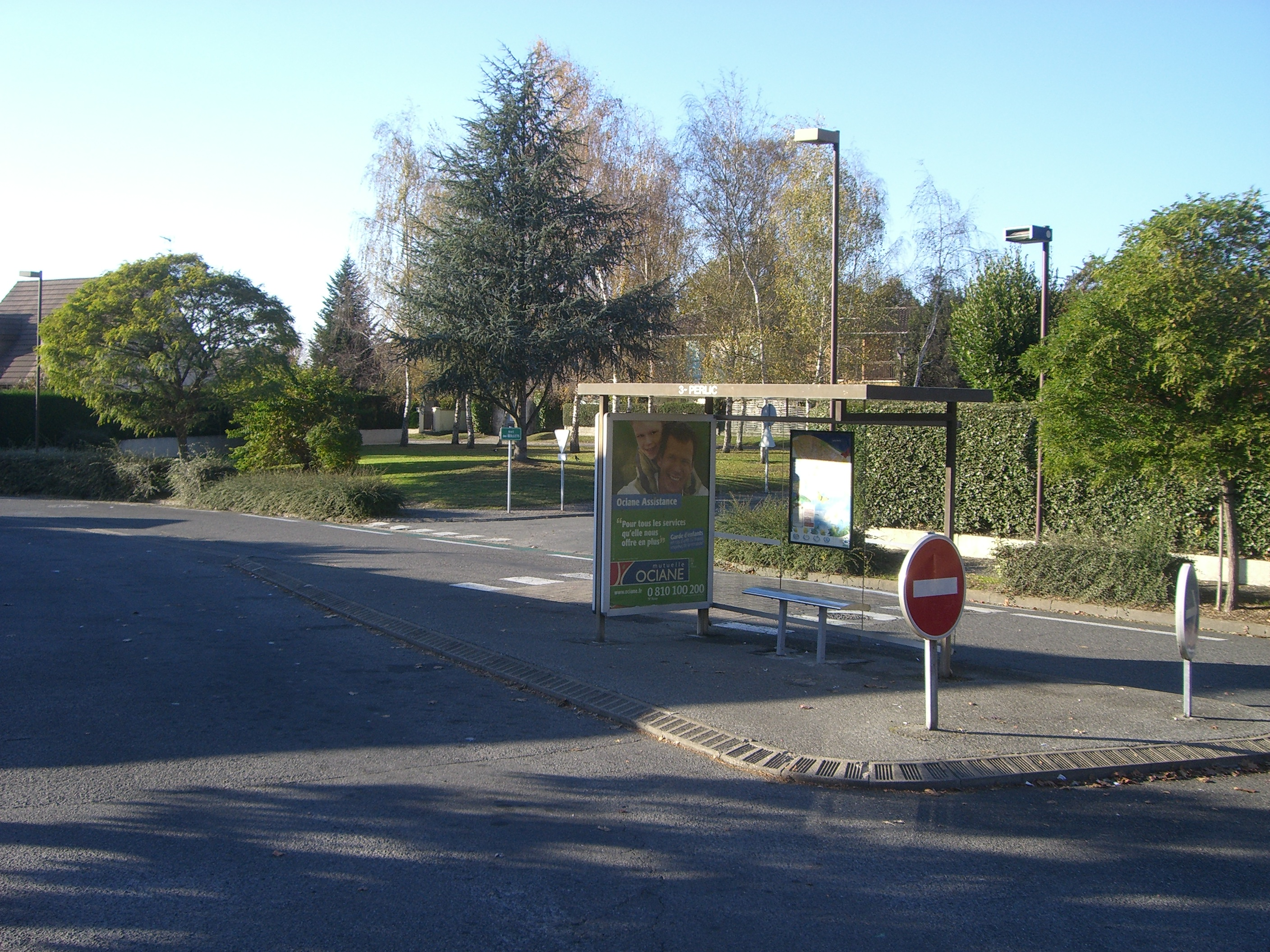
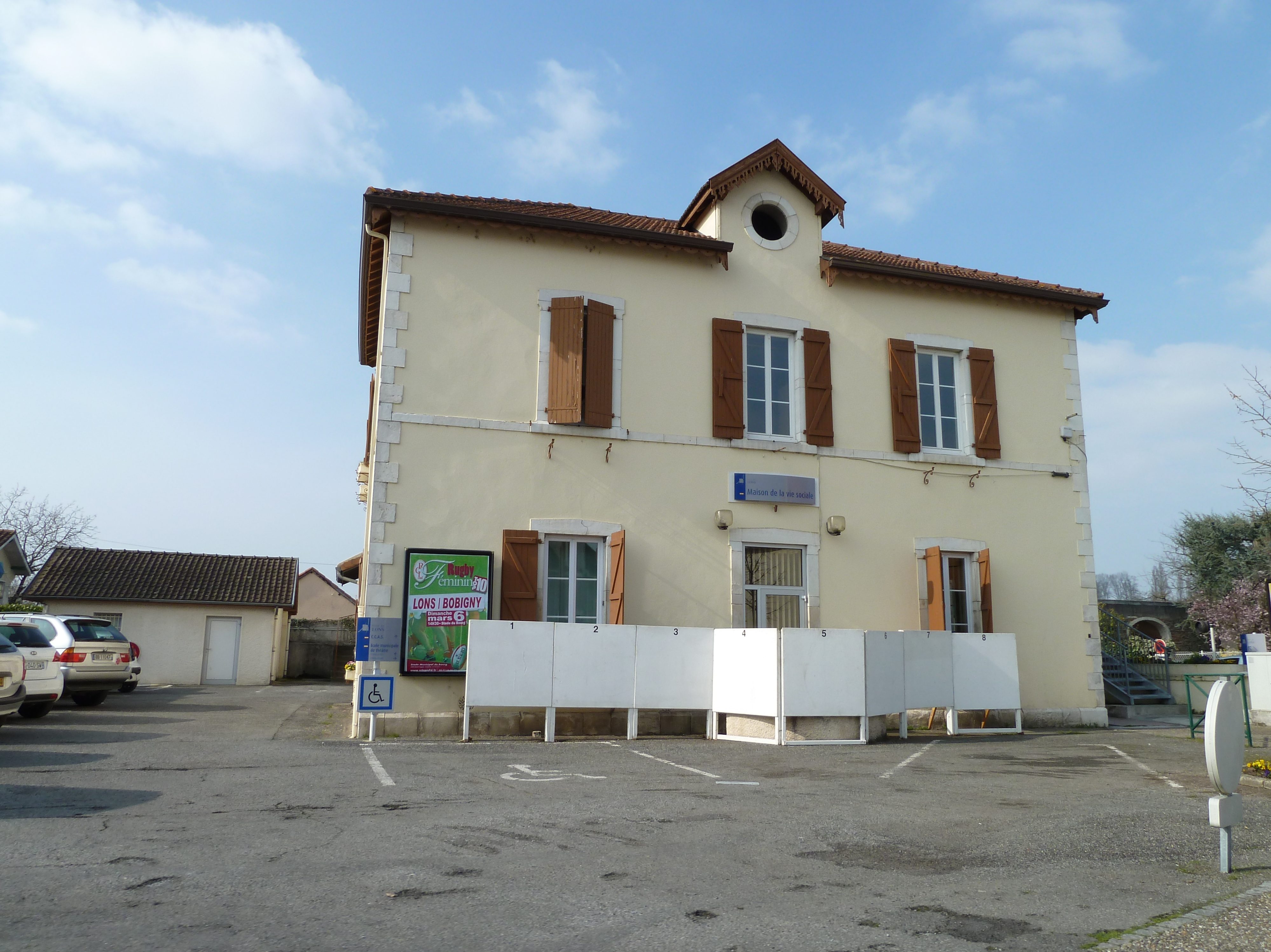
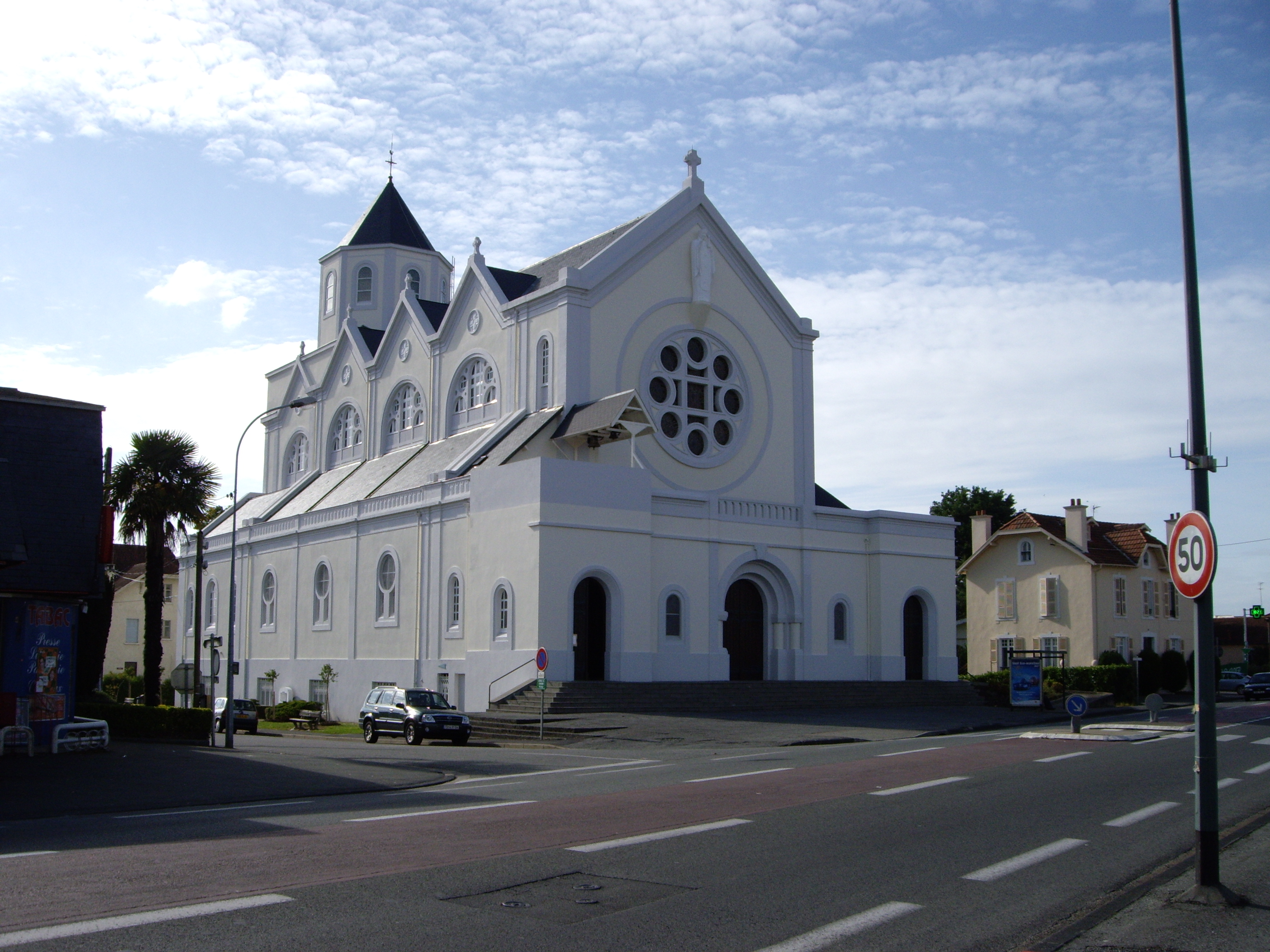
Церковь Св. Иулиана
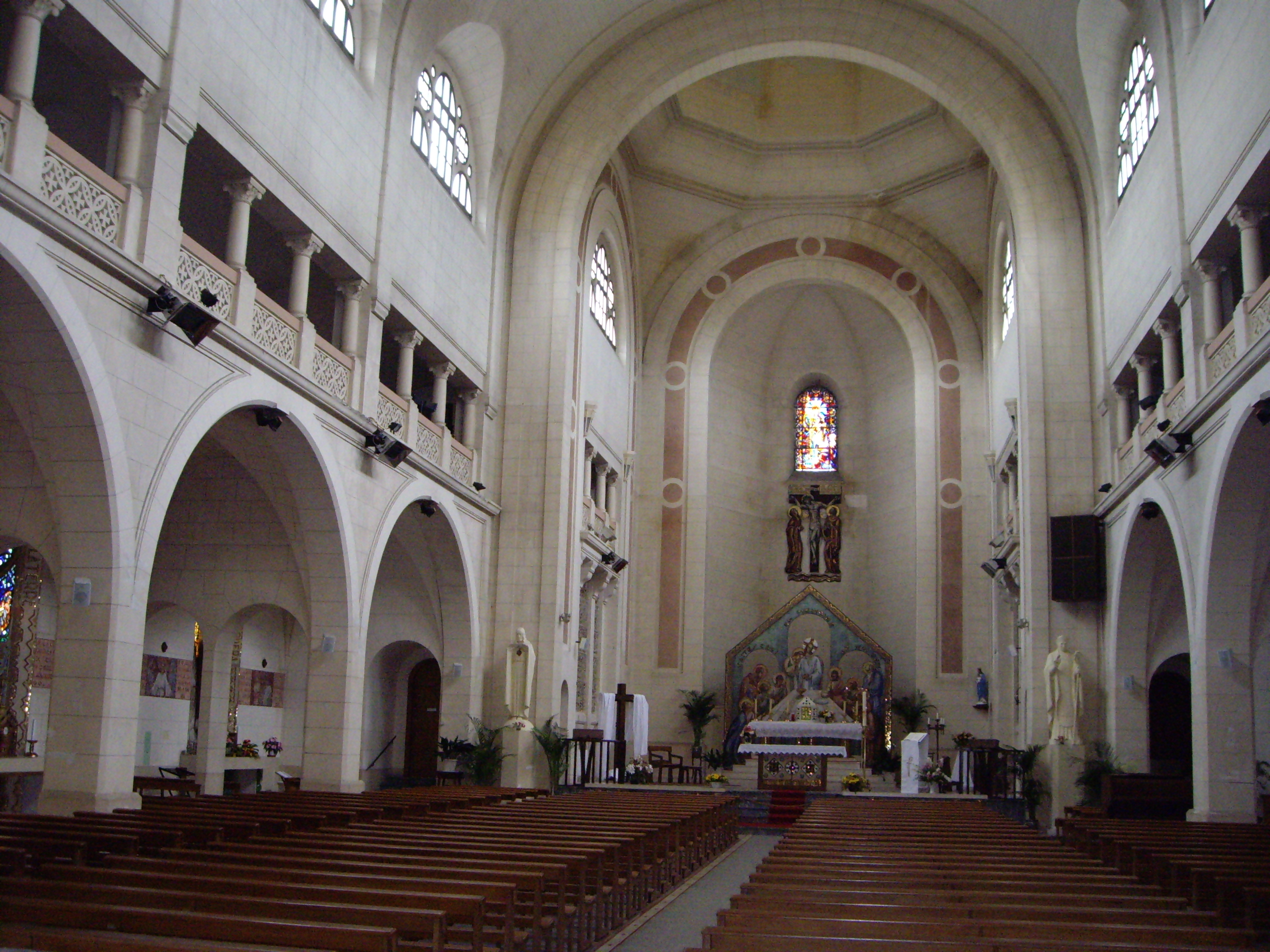
Интерьер церкви Св. Иулиана
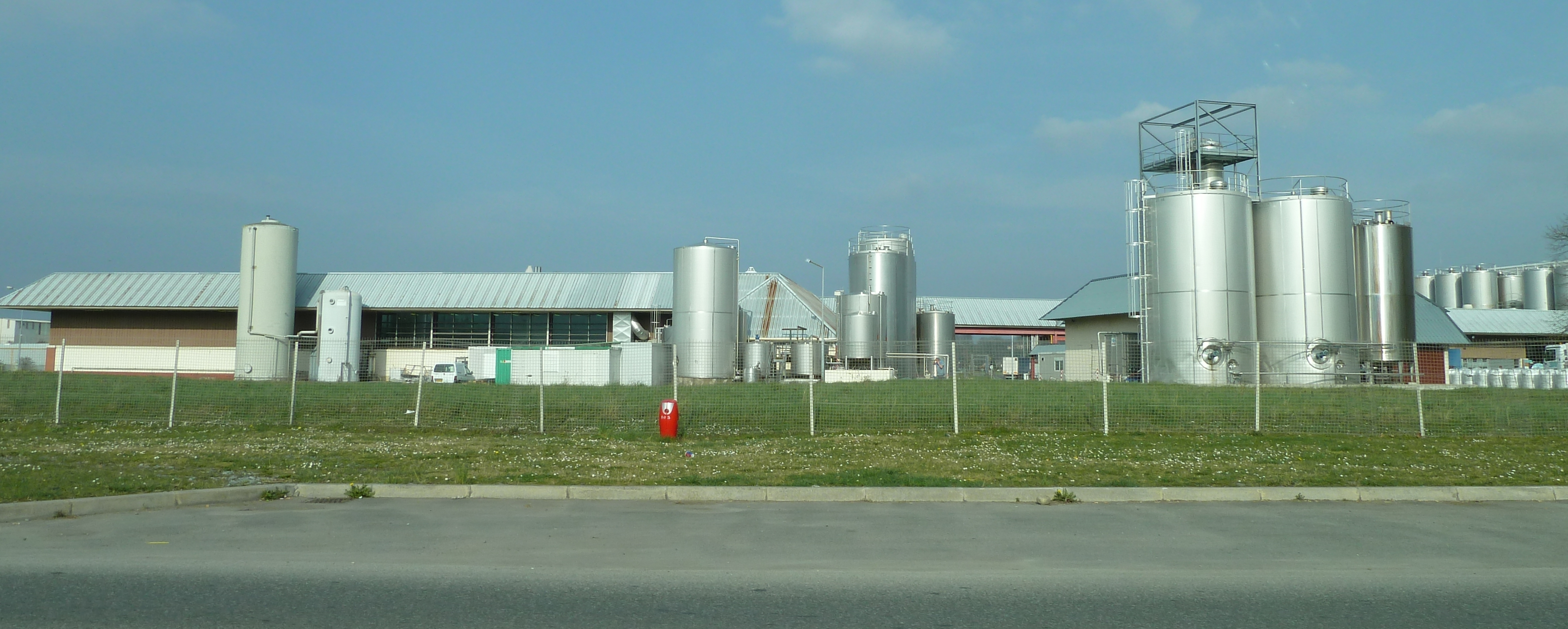
Завод